# Leucochrysa alternata
Leucochrysa alternata är en insektsart som beskrevs av Navás 1913. Leucochrysa alternata ingår i släktet Leucochrysa och familjen guldögonsländor. Inga underarter finns listade i Catalogue of Life.